# José Galluzo
José Galluzo i Páez (Oran (Algèria), 1746 - Badajoz (Espanya), 19 de febrer, 1817), va ser un militar espanyol durant la guerra contra la Convenció i la guerra de la Independència.

## Biografia
Després d'ocupar diversos comandaments al Reial Cos d'Artilleria, entre altres governador interí de la província de la Guajira al Virregnat de la Nova Granada, va ser el primer president de la Junta Suprema d'Extremadura i poc després, el setembre de 1808, va ser nomenat capità general d'Extremadura.
En arribar a Madrid el 18 d'octubre del 1808 al comandament de l'Exèrcit d'Extremadura, va ser rellevat per la Junta Central arran de les seves reiterades queixes respecte a la manca de mitjans i substituït per Ramón Patiño, comte de Belveder, un militar amb poca experiència que seria derrotat el mes següent a la batalla de Gamonal.
El 18 de juliol de 1812 va ser nomenat capità general de Castella la Vella.